# (696315) 2016 GR206
(696315) 2016 GR206, também escrito como (696315) 2016 GR206, é um corpo menor que é classificado pelo Minor Planet Center como um Centauro. Ele possui uma magnitude absoluta de 9,9 e tem um diâmetro estimado com 46 quilômetros.

## Descoberta
(696315) 2016 GR206 foi descoberto no dia 4 de abril de 2016 pelo Mt. Lemmon Survey.

## Órbita
A órbita de (696315) 2016 GR206 tem uma excentricidade de 0,649 e possui um semieixo maior de 47,894 UA. O seu periélio leva o mesmo a uma distância de 16,807 UA em relação ao Sol e seu afélio a 78,982 UA.